# Marcel Podszus
Marcel Podszus (Viersen, 1976. augusztus 20. –) német labdarúgócsatár.